# 김민희 (1976년)
김민희(1976년 4월 15일 ~ )는 대한민국의 배우이다.

## 학력
- 전농초등학교
- 서이초등학교
- 서운중학교
- 양재고등학교
- 인하공업전문대학 항공운항과 (95학번, 학사) 졸업

## 출연작

### 드라마
- 1982년 KBS 성탄특집극 《집으로 가는 길》
- 1983년 MBC 주말연속극 《당신의 초상》
- 1986년~1988년 MBC 어린이드라마 《꾸러기》 ... 오혜지 역
- 1991년 MBC 주간드라마 《무동이네 집》 ... 넷째딸 강성진 역
- 1992년 MBC 베스트극장 《열정시대》 ... 여고생 선미 역
- 1994년 KBS2 청춘드라마 《사랑의 인사》
- 1996년 MBC 주말연속극 《위험한 사랑》 ... 의경 역
- 1996년 MBC 대하드라마 《미망》 ... 진달래 역
- 1997년 MBC 일일연속극 《방울이》 ... 방울이 역
- 1998년 KBS2 주간시트콤 《행복을 만들어 드립니다》 서미자 역
- 1999년 KBS2 《전설의 고향 - 진사골의 한》 ... 김화심 역
- 1999년 KBS1 TV소설 《당신》
- 1999년 EBS 청소년드라마 《네 꿈을 펼쳐라》 ... 수학교사(처음) 역
- 2000년 KBS2 아침드라마 《TV소설 송화》... 혜주 역
- 2001년 KBS1 일일연속극 《우리가 남인가요》
- 2001년 SBS 대하드라마 《여인천하》 ... 희빈 홍씨 역
- 2002년 MBC 주말연속극 《여우와 솜사탕》 ... 안선혜 역
- 2002년 SBS 일일연속극 《오남매》 ... 한선희 역
- 2003년 KBS2 설날특집극 《달중씨의 신데렐라》 ... 최선화 역
- 2004년 MBC 주말연속극 《사랑을 할거야》 ... 김선경 역
- 2006년 KBS2 KBS 드라마시티 《1110호 작가, 310호 배우》 ... 지우 역
- 2009년 MBC 미니시리즈 《신데렐라 맨》 ... 이현정 역
- 2010년 KBS2 아침드라마 《사랑하길 잘했어》 ... 지원 역
- 2012년 MBC 미니시리즈 《아이두 아이두》 ... 마성미 역
- 2017년 KBS2 TV소설 《꽃 피어라 달순아!》 ... 한태숙 역

### 영화
- 2001년 《그녀에게 잠들다》 ... 서영 역

### 예능
- 1991년 10월 14일 KBS 《퀴즈탐험 신비의 세계》

### 광고
- 1985년 아모레퍼시픽 리도 메디안 불소치약 (정현숙과 함께 출연)
- 1986년 해태유업 해태우유
- 1986년 해태유업 새코미 (이민우와 함께 출연)
- 1986년 삼익악기 삼익피아노
- 2001년 크라운 참쌀 - 천하여인 편 (최정원과 함께 출연)
- 2002년 팔도 비빔면 - 윤미라, 김민희 편

### 연극
- 2011년 《가시고기》

### 음반
- 1986년 꾸러기 X-마스 케롤

### 뮤직비디오
- 1999년 이수영 - I Believe